# Colotis fausta
Colotis fausta es una pequeña mariposa de la familia Pieridae, tiene sus alas amarillas y blancas, se puede encontrar en Israel, Syria, Turkey, Irán, Afganistán, Turkmenistán, India, Arabia, Chad y Somalia.

## Descripción

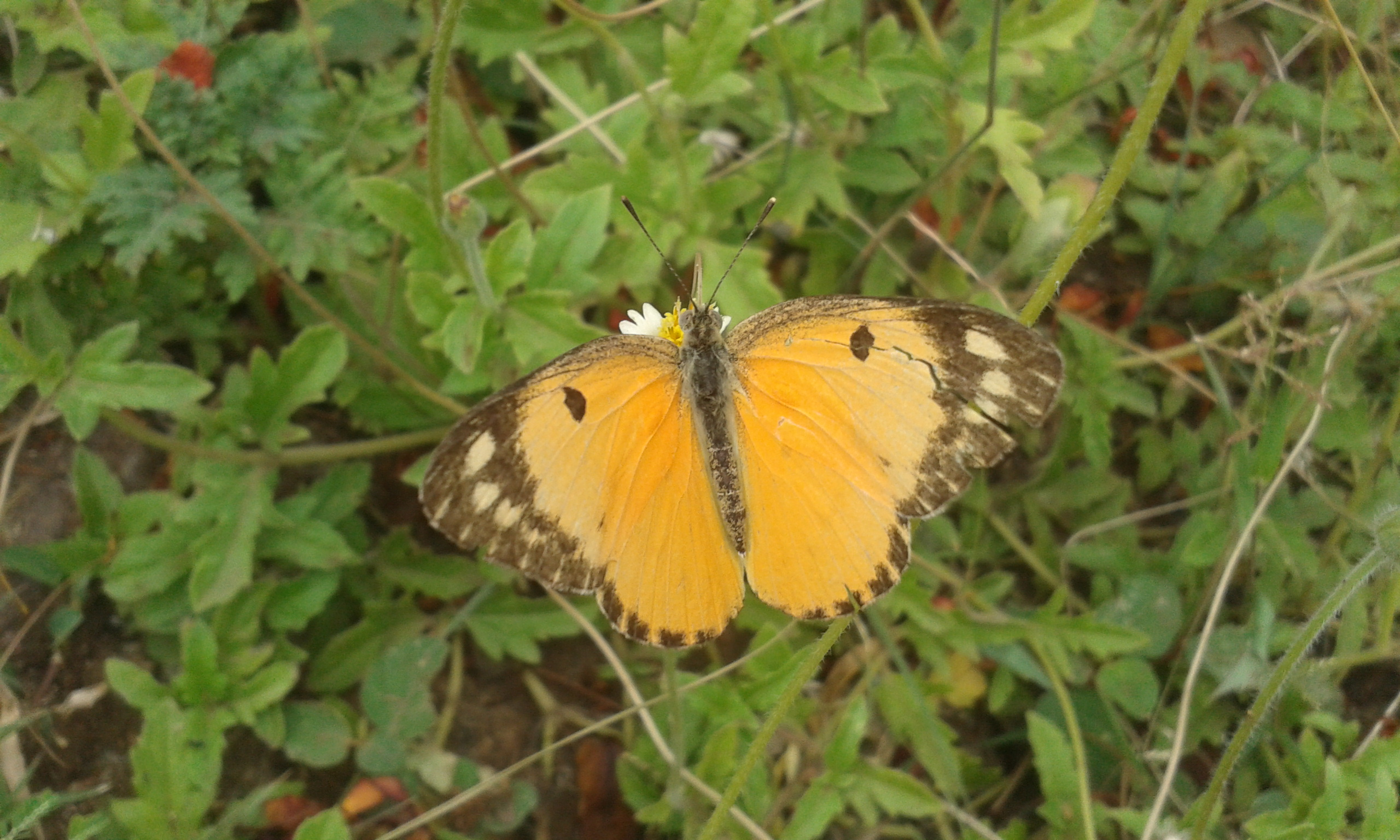
Macho, visto en Vijayawada, Andhra Pradesh, India

La parte superior de los machos es salmón pálido, más pálidos en especímenes de áreas de desierto, más oscuros en aquellos de regiones donde hay un clima regular, sin lluvias excesivas. 
El margen base y costal moteado es en grado variable con escamas oscuras; Una mancha discocelular anular oval que varía en tamaño; Una banda postdiscal negra, festoneada, que se extiende desde la costa a la vena 4, más allá de la cual las venas están marginadas de negro; este color se ensancha sub-terminalmente en una segunda fascia transversal, que es seguida por una línea negra muy fina en el margen terminal extremo. 
En especímenes de regiones desérticas, las bandas transversales y el borde negro a las venas son estrechas, pero en zonas más húmedas las dos bandas transversales se unen posteriormente y con la delgada línea terminal negra dan una apariencia a partir de una doble serie de manchas del color del suelo encerradas entre ellos. 
Ala trasera más uniforme, las venas con puntos negros terminales; costa ampliamente pálida, desvaneciendo al blanco. Lado inferior: blanco amarillento pálido, en muchos especímenes de las localidades húmedas impregnadas con un rubor rosado; las marcas en tales especímenes prominentes, en las de localidades secas más o menos obsoletas, alas delanteras: mancha discocelular como en la parte superior, pero completa, y no un anillo oval; en algunos ejemplares una banda postdiscal, oscura, oscura, marrón, estrecha y curvada desde la costa hasta la mitad del espacio intermedio 2. Alas traseras: una pequeña mancha discocelular en forma de un anillo oval marrón claro siempre mucho más pequeño que el punto similar en la parte anterior; Una banda postdiscal, curvada, más o menos sinuosa similar a y en continuación de la banda en la parte delantera de la costa a la vena 1. 
Antenas, cabeza, tórax y abdomen negro oscuro, antenas en la parte inferior, los pelos que cubren la cabeza y el tórax; debajo: mucho más pálido, descolorándose al blanco en especímenes de localidades secas. 
Marca sexual: un pequeño parche de escamas marrones especializadas en la parte inferior de la vena anterior por encima de la vena 1, más cerca de la base que del termen. En la parte superior esto es más o menos prominente como un pequeño punto elevado.

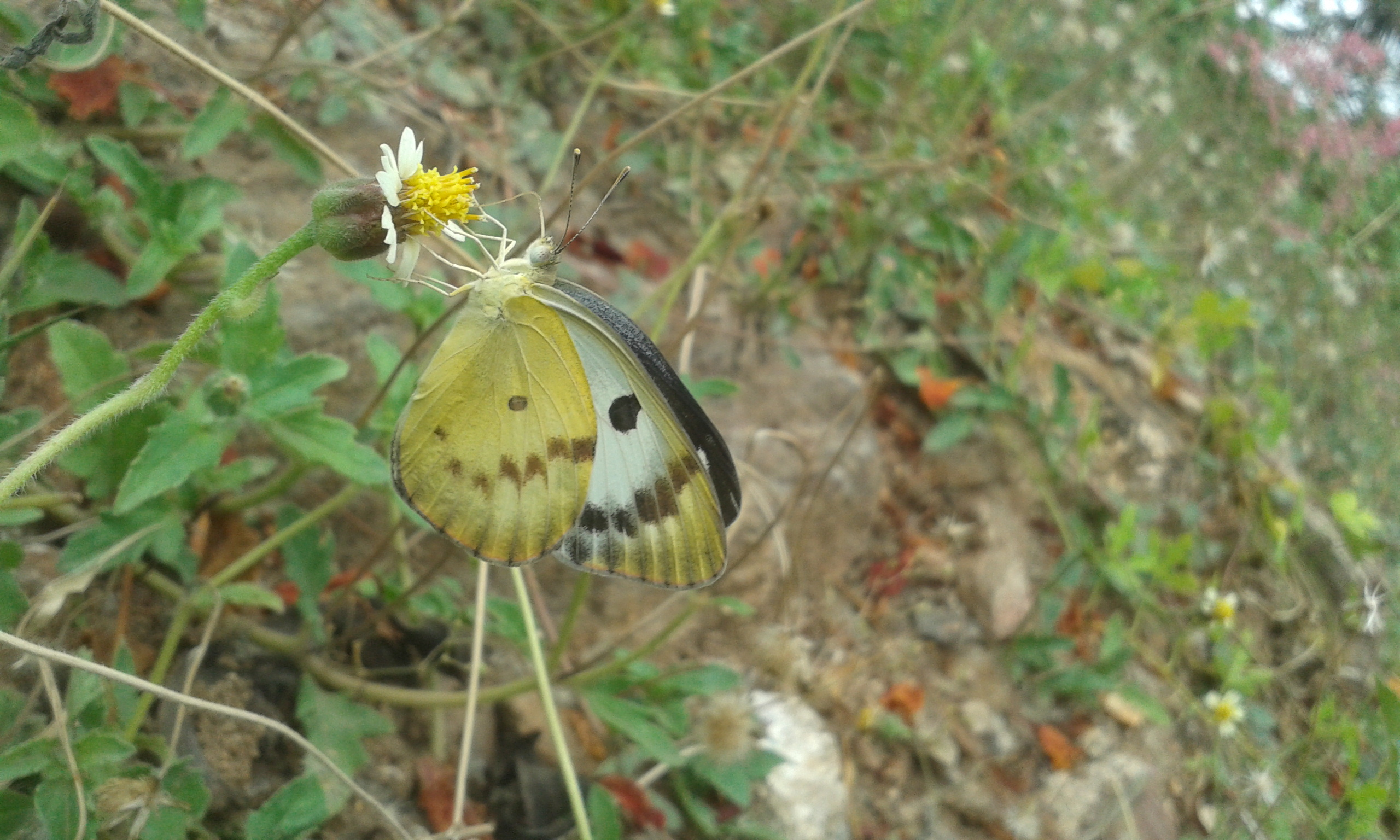
Hembra, en Vijayawada, Andhra Pradesh

En unos cuantos especímenes hay rastros de una banda negra postdiscal macular, en muy pocos esta banda es casi completa y muy prominente. 
Se encuentra en Baluchistan, Sind, el Punjab, Rajasthan y Bombay. La especie es también encontrada en Asia Menor, Arabia, Persia y Afganistán. 
India occidental y del sur: Bombay, Poona, el Nilgiris hasta 6,000 pies (1,800 m), el Anaimalai Cerros; India oriental: Orissa en Bengal, Ganjam; Ceilán.

## Subespecies
- C. f. fausta (Turkmenistán, Israel, Siria, Turquía, Irán, Afganistán, India, Arabia, Chad)
- C. f. mijurteina Carpintero, 1951 (Somalia del norte)
- C. f. vi (Swinhoe, 1884) (Arabia)